# Campeonato de Fútbol Playa de la AFC 2017
El Campeonato de Fútbol Playa de la AFC 2017 fue la ronda clasificatoria de Asia para la Copa Mundial de Fútbol Playa FIFA 2017 que se jugó en Bahamas de abril a mayo.
Irán venció en la final a Emiratos Árabes Unidos en Malasia para conseguir su segundo título continental.

## Participantes
Inicialmente iban a participar 14 equipos, pero Birmania abandonó el torneo antes del sorteo.
| - Afganistán - Baréin - China - Irán - Irak - Japón - Líbano | - Malasia (anfitrión) - Birmania - Omán - Catar - Tailandia - UAE - Uzbekistán |

## Fase de grupos

### Grupo A
| País       | J | G | G+ | GP | P | GF | GC | GD  | Pts |
| ---------- | - | - | -- | -- | - | -- | -- | --- | --- |
| Irán       | 4 | 4 | 0  | 0  | 0 | 35 | 3  | +32 | 12  |
| Baréin     | 4 | 3 | 0  | 0  | 1 | 19 | 14 | +5  | 9   |
| Afganistán | 4 | 2 | 0  | 0  | 2 | 17 | 17 | 0   | 6   |
| Malasia    | 4 | 1 | 0  | 0  | 3 | 10 | 26 | -16 | 3   |
| China      | 4 | 0 | 0  | 0  | 4 | 3  | 24 | -21 | 0   |

| 4 de marzo de 2017 | China | 0–5     | Baréin                                             | Pantai Batu Buruk, Kuala Terengganu                        |                                                            |
|                    |       | Reporte | Jamal 1' 17' · Ahmed 31' · Abdulla 31' · Salem 35' | Asistencia: 600 espectadores Árbitro(s): Bakhtiyor Namazov | Asistencia: 600 espectadores Árbitro(s): Bakhtiyor Namazov |

| 4 de marzo de 2017 | Afganistán                                  | 5–3     | Malasia                   | Pantai Batu Buruk, Kuala Terengganu                                     |                                                                         |
|                    | Baran 5' · Sharifi 11' · Qaderi 28' 30' 31' | Reporte | Asaari 5' 31' · Nizam 34' | Asistencia: 750 espectadores Árbitro(s): Turki' Abdullah Said Al Salehi | Asistencia: 750 espectadores Árbitro(s): Turki' Abdullah Said Al Salehi |

| 5 de marzo de 2017 | China            | 2-7     | Afganistán                                                       | Pantai Batu Buruk, Kuala Terengganu                                |                                                                    |
|                    | Qiu 11' · Li 16' | Reporte | Mohammadi 3' 17' · Sharifi 16' · Qaderi 11' 20' 28' · Gulzar 35' | Asistencia: 200 espectadores Árbitro(s): Ebrahim Yousef Almansoori | Asistencia: 200 espectadores Árbitro(s): Ebrahim Yousef Almansoori |

| 5 de marzo de 2017 | Malasia | 0–14    | Irán | Pantai Batu Buruk, Kuala Terengganu                    |                                                        |
|                    |         | Reporte | Mesigar 3' 7' · Mokhtari 7' 12' 17' 30' · Boulokbashi 11' 1' 23' 30' · Kiani 12' · Nazem 14' · Behzadpour 17' · Ahmadzadeh 21' | Asistencia: 800 espectadores Árbitro(s): Yuichi Hatano | Asistencia: 800 espectadores Árbitro(s): Yuichi Hatano |

| 6 de marzo de 2017 | Baréin                                                                          | 6–5     | Malasia                                             | Pantai Batu Buruk, Kuala Terengganu |                                 |
|                    | Almalki 11' · Jamal 12' · Mohamed 13' · Abdulla 17' · Salem 19' · Alabdulla 32' | Reporte | Huzair 11' · Yusof 1' 35' · Mohamad 23' · Nizam 28' | Árbitro(s): Ahmed Mohamed Obaid     | Árbitro(s): Ahmed Mohamed Obaid |

| 6 de marzo de 2017 | Irán                                                                    | 6–1     | Afganistán | Pantai Batu Buruk, Kuala Terengganu                      |                                                          |
|                    | Boulokbashi 7' 18' (pen.) 34' · Nazem 10' · Mesigar 19' · Abdollahi 36' | Reporte | Qaderi 7'  | Asistencia: 150 espectadores Árbitro(s): Suwat Wongsuwan | Asistencia: 150 espectadores Árbitro(s): Suwat Wongsuwan |

| 7 de marzo de 2017 | Baréin                                                              | 6–4     | Afganistán                              | Pantai Batu Buruk, Kuala Terengganu                  |                                                      |
|                    | Jamal 6' 15' · Ahmed 10' · Ashoor 14' · Almalki 22' · Alyaqoobi 32' | Reporte | Qaderi 21' 31' · Jafari 24' · Alavi 27' | Asistencia: 100 espectadores Árbitro(s): Makoto Sato | Asistencia: 100 espectadores Árbitro(s): Makoto Sato |

| 7 de marzo de 2017 | China | 0–10    | Irán | Pantai Batu Buruk, Kuala Terengganu                               |                                                                   |
|                    |       | Reporte | Mokhtari 1' 8' 13' · Boulokbashi 6' 31' · Mesigar 6' · Hosseini 10' · Nazem 13' · Moradi 14' · Akbari 19' | Asistencia: 150 espectadores Árbitro(s): Fallah Hassan Al Balushi | Asistencia: 150 espectadores Árbitro(s): Fallah Hassan Al Balushi |

| 8 de marzo de 2017 | Malasia                | 2–1     | China   | Pantai Batu Buruk, Kuala Terengganu                    |                                                        |
|                    | Yusof 2' · Mohamad 12' | Reporte | Liu 16' | Asistencia: 715 espectadores Árbitro(s): Yuichi Hatano | Asistencia: 715 espectadores Árbitro(s): Yuichi Hatano |

| 8 de marzo de 2017 | Irán                                                           | 5–2     | Baréin                  | Pantai Batu Buruk, Kuala Terengganu                      |                                                          |
|                    | Ahmadzadeh 12' 15' · Behzadpour 14' · Nazem 23' · Mokhtari 28' | Reporte | Alabdulla 4' · Ahmed 6' | Asistencia: 150 espectadores Árbitro(s): Suwat Wongsuwan | Asistencia: 150 espectadores Árbitro(s): Suwat Wongsuwan |

### Grupo B
| País       | J                  | G                  | G+                 | GP                 | P                  | GF                 | GC                 | GD                 | Pts                |
| ---------- | ------------------ | ------------------ | ------------------ | ------------------ | ------------------ | ------------------ | ------------------ | ------------------ | ------------------ |
| Líbano     | 2                  | 2                  | 0                  | 0                  | 0                  | 10                 | 4                  | +6                 | 6                  |
| Omán       | 2                  | 1                  | 0                  | 0                  | 1                  | 6                  | 6                  | 0                  | 3                  |
| Tailandia  | 2                  | 0                  | 0                  | 0                  | 2                  | 3                  | 9                  | -6                 | 0                  |
| Uzbekistán | Abandonó el torneo | Abandonó el torneo | Abandonó el torneo | Abandonó el torneo | Abandonó el torneo | Abandonó el torneo | Abandonó el torneo | Abandonó el torneo | Abandonó el torneo |

| 6 de marzo de 2017 | Omán                                    | 3–2     | Tailandia              | Pantai Batu Buruk, Kuala Terengganu                |                                                    |
|                    | Aloraimi 29' 35' (pen.) · Al Araimi 30' | Reporte | Nanan 6' · Pinkaew 27' | Asistencia: 50 espectadores Árbitro(s): Shao Liang | Asistencia: 50 espectadores Árbitro(s): Shao Liang |

| 7 de marzo de 2017 | Tailandia   | 1–6     | Líbano                                                                              | Pantai Batu Buruk, Kuala Terengganu                          |                                                              |
|                    | Madtoha 29' | Reporte | Grada 1' · Jalal 3' · Merhi 13' · Abdullah 26' (pen.) · Ma. Matar 27' · Sleiman 33' | Asistencia: 120 espectadores Árbitro(s): Wan Mohamad Tarmizi | Asistencia: 120 espectadores Árbitro(s): Wan Mohamad Tarmizi |

| 8 de marzo de 2017 | Líbano                                  | 4-3     | Omán                                       | Pantai Batu Buruk, Kuala Terengganu                                |                                                                    |
|                    | Al Zein 16' · Merhi 28' 36' · Grada 36' | Reporte | Al Araimi 11' · Al Zadjali 22' · Salim 28' | Asistencia: 100 espectadores Árbitro(s): Ebrahim Yousef Almansoori | Asistencia: 100 espectadores Árbitro(s): Ebrahim Yousef Almansoori |

### Grupo C
| País  | J | G | G+ | GP | P | GF | GC | GD  | Pts |
| ----- | - | - | -- | -- | - | -- | -- | --- | --- |
| UAE   | 3 | 3 | 0  | 0  | 0 | 19 | 4  | +15 | 9   |
| Japón | 3 | 2 | 0  | 0  | 1 | 29 | 7  | +22 | 6   |
| Irak  | 3 | 0 | 0  | 1  | 2 | 4  | 19 | -15 | 1   |
| Catar | 3 | 0 | 0  | 0  | 3 | 3  | 24 | -21 | 0   |

| 6 de marzo de 2017 | UAE                                                               | 6–0     | Irak | Pantai Batu Buruk, Kuala Terengganu                               |                                                                   |
|                    | Karim 2' · Mohamed 9' · Ali 12' 19' · W. Salem 16' · A. Salem 32' | Reporte |      | Asistencia: 75 espectadores Árbitro(s): Waleed Mohamed Abdulkarim | Asistencia: 75 espectadores Árbitro(s): Waleed Mohamed Abdulkarim |

| 6 de marzo de 2017 | Japón | 14–0    | Catar | Pantai Batu Buruk, Kuala Terengganu                             |                                                                 |
|                    | Oba 5' · Moreira 7' 11' 13' 25' · Goto 16' 24' · Akaguma 19' (pen.) 25' (pen.) · Sakata 20' 27' · Iino 29' 31' | Reporte |       | Asistencia: 100 espectadores Árbitro(s): Suhaimi Bin Mat Hussan | Asistencia: 100 espectadores Árbitro(s): Suhaimi Bin Mat Hussan |

| 7 de marzo de 2017 | Catar     | 1–8     | UAE | Pantai Batu Buruk, Kuala Terengganu                       |                                                           |
|                    | Daoud 22' | Reporte | W. Salem 3' 12' · A. Mohammad 3' · Daryaei 7' · Al-Jassim 8' (a.g.) · Mohamed 13' · A. Salem 26' · W. Mohammad 33' | Asistencia: 50 espectadores Árbitro(s): Bakhtiyor Namazov | Asistencia: 50 espectadores Árbitro(s): Bakhtiyor Namazov |

| 7 de marzo de 2017 | Irak                       | 2–11    | Japón                                                                                                  | Pantai Batu Buruk, Kuala Terengganu                       |                                                           |
|                    | Ibrahim 16' · Mohammed 28' | Reporte | Oba 1' 5' 26' 35' · Akaguma 6' 9' · Goto 12' · Terukina 15' · Haraguchi 23' · Sakata 27' · Moreira 28' | Asistencia: 50 espectadores Árbitro(s): Hassan Abed Rabbo | Asistencia: 50 espectadores Árbitro(s): Hassan Abed Rabbo |

| 8 de marzo de 2017 | Irak                           | 2–2 (t. s.)(3–2 p.)        | Catar                         | Pantai Batu Buruk, Kuala Terengganu              |                                                  |
|                    | Naji 8' · Al-Jassim 11' (a.g.) | Reporte                    | Daoud 14' 28'                 | Asistencia: 70 espectadores Árbitro(s): Li Qibin | Asistencia: 70 espectadores Árbitro(s): Li Qibin |
|                    |                                | Tiros desde el punto penal |                               |                                                  |                                                  |
|                    | Hatem · Naji · Abdulzahra      |                            | Al-Romaihi · Jafar · Al-Enazi |                                                  |                                                  |

| 8 de marzo de 2017 | Japón                                      | 4–5     | UAE                                                                       | Pantai Batu Buruk, Kuala Terengganu                            |                                                                |
|                    | Moreira 6' · Goto 21' 29' (pen.) · Oba 36' | Reporte | Karim 23' · Almuntaser 24' · A. Mohammad 25' · Mohamed 31' · A. Salem 36' | Asistencia: 80 espectadores Árbitro(s): Suhaimi Bin Mat Hassan | Asistencia: 80 espectadores Árbitro(s): Suhaimi Bin Mat Hassan |

## Fase final

### Semifinales
| 10 de marzo de 2017 | UAE                                                    | 4–4 (t. s.)(2–1 p.)        | Líbano                               | Pantai Batu Buruk, Kuala Terengganu                                     |                                                                         |
|                     | A. Salem 5' (pen.) · Mohamed 20' · A. Mohammad 24' 27' | Reporte                    | Grada 5' · Mo. Matar 24' · Merhi 25' | Asistencia: 300 espectadores Árbitro(s): Turki' Abdullah Said Al Salehi | Asistencia: 300 espectadores Árbitro(s): Turki' Abdullah Said Al Salehi |
|                     |                                                        | Tiros desde el punto penal |                                      |                                                                         |                                                                         |
|                     | Mohamed · Almuntaser                                   |                            | Al Zein · Merhi · Fattal             |                                                                         |                                                                         |

| 10 de marzo de 2017 | Irán                                                                                      | 8–6     | Japón                                                | Pantai Batu Buruk, Kuala Terengganu                        |                                                            |
|                     | Ahmadzadeh 4' 27' · Mesigar 11' · Mokhtari 12' (pen.) 23' · Abdollahi 14' 33' · Nazem 31' | Reporte | Goto 3' 36' · Akaguma 9' 29' · Oba 11' · Moreira 13' | Asistencia: 410 espectadores Árbitro(s): Bakhtiyor Namazov | Asistencia: 410 espectadores Árbitro(s): Bakhtiyor Namazov |

### Tercer lugar
| 11 de marzo de 2017 | Líbano                     | 3–6     | Japón                                         | Pantai Batu Buruk, Kuala Terengganu                                |                                                                    |
|                     | Fattal 16' 28' · Merhi 25' | Reporte | Goto 2' 16' 27' 36' · Haraguchi 12' · Oba 31' | Asistencia: 340 espectadores Árbitro(s): Ebrahim Yousef Almansoori | Asistencia: 340 espectadores Árbitro(s): Ebrahim Yousef Almansoori |

### Final
| 11 de marzo de 2017 | UAE                     | 2–7     | Irán                                                                     | Pantai Batu Buruk, Kuala Terengganu                 |                                                     |
|                     | Jamal 20' · Mohamed 22' | Reporte | Mesigar 2' 18' · Hosseini 3' · Mokhtari 10' 35' · Akbari 24' · Nazem 32' | Asistencia: 640 espectadores Árbitro(s): Shao Liang | Asistencia: 640 espectadores Árbitro(s): Shao Liang |

## Campeón
| Campeonato de Fútbol Playa de la AFC 2017 |
| ----------------------------------------- |
| Bandera de Irán                           |
| Irán 2.° título                           |

## Clasificados al Mundial
| País  | Apariciones | Años                                           |
| ----- | ----------- | ---------------------------------------------- |
| Irán  | 6           | 2006, 2007, 2008, 2011, 2013, 2015             |
| UAE   | 4           | 2007, 2008, 2009, 2013                         |
| Japón | 8           | 2005, 2006, 2007, 2008, 2009, 2011, 2013, 2015 |

## Posiciones finales
| #    | País                   |
| ---- | ---------------------- |
| 1    | Irán                   |
| 2    | Emiratos Árabes Unidos |
| 3    | Japón                  |
| 4    | Líbano                 |
| 5–12 | Afganistán             |
| 5–12 | Baréin                 |
| 5–12 | China                  |
| 5–12 | Irak                   |
| 5–12 | Malasia                |
| 5–12 | Omán                   |
| 5–12 | Catar                  |
| 5–12 | Tailandia              |